# Batis diops
Batis diops là một loài chim trong họ Platysteiridae.